# Супрун, Василий Иванович
Васи́лий Ива́нович Супру́н  (род. 25 октября 1948, с. Новоалександровка Запорожской области) — российский лингвист, доктор филологических наук (2000), профессор Волгоградского государственного социально-педагогического университета. Член диссертационного совета 33.2.007.03 при ВГСПУ.

## Карьера
Выпускник ЛГУ (1971). С 1973 — методист по работе с иностранными гражданами деканата филологического факультета ВГПИ имени А.С. Серафимовича. В 1974—1977 гг. обучался в аспирантуре.  В 1977 защитил кандидатскую диссертацию на тему «Семантическая и словообразовательная структура славянских этнонимов» (специальность 10.02.03 — славянские языки).
С 1977 — старший преподаватель, затем доцент кафедры русского языка как иностранного, декан по работе с иностранцами, заведующий кафедрой русского языка как иностранного. С 1984 — проректор по международным связям ВГПИ имени А.С. Серафимовича. В 2000 году защитил докторскую диссертацию «Ономастическое поле русского языка и его художественно-эстетический потенциал» (специальность 10.02.01 — русский язык). С 1993 года и по настоящее время — профессор кафедры русского языка и методики его преподавания ВГСПУ. Также преподает[уточнить] в Царицынском православном университете.
В. И. Супрун — специалист в области ономастики, русской лексикологии, истории русского литературного языка, славистики.

## Деятельность

### Преподавательская
- Преподаваемые дисциплины: Старославянский язык, Историческая грамматика русского языка, Актуальные проблемы русской ономастики (спецсеминар), Экспрессивный потенциал народной речи (спецсеминар), Современные проблемы науки, Методология и методы научного исследования, Современное славяноведение, Языковая ситуация, языковая политика, языковое образовательное пространство, Активные процессы в современном русском языке, Геолингвистика, Теория текста.

Под руководством В. И. Супруна и при его научном консультировании защищены 36 кандидатские и 4 докторские диссертации, в т. ч. из Китая, ФРГ, Чехии, Норвегии.. Его ученики преподают в Российском университете дружбы народов, в учебных заведениях других городов России, Испании, США, а также в вузах Германии, Чехии, Кубы, Китая, Нигерии.
- Экспедиционная деятельность: с 1998 г. ежегодная диалектологическая практика бакалавров, аспирантов и магистрантов.

### Научная и общественная
- Член Правления РОПРЯЛ[3].
- Эксперт Волгоградского отделения Русского географического общества[4].
- Член редколлегии журнала «Вопросы ономастики» (Екатеринбург)[5].
- Заместитель главного редактора «Известий ВГСПУ»[6].
- Член Совета при Президенте РФ по русскому языку.

Сфера научных интересов: ономастика, русская лексикология, история русского литературного языка, славистика, украинистика, палеославистика, краеведение.
В. И. Супрун регулярно участвует в научных конференциях в России и за рубежом, выступает в качестве организатора научных конференций в ВГСПУ. Является постоянным председателем конференции «Ономастика Поволжья», приняв эстафету в 1989 году от основателя этого научного форума — В. А. Никонова, известного русского учёного. С тех пор эта конференция проходила в Волгограде, Уфе, Йошкар-Оле, Казани, Ярославле, Твери и других городах России.
Около 20 лет возглавляет Волгоградский филиал Российского фонда культуры.

## Публикации
В. И. Супрун — автор свыше 500 статей, заметок, глав в коллективных монографиях, книг по различным вопросам лингвистики, методики преподавания русского языка, краеведения.
Некоторые работы:
- Краеведческая ономастика // Духовная культура: проблемы и тенденции развития. Сыктывкар, 1994.
- Ономастическое поле русского языка и его художественно-эстетический потенциал. Волгоград: Перемена, 2000. — 172 с.
- Ономастичните изследования във Волгоград // Лингвистична Русия: Научни школи на Волгоград. София, 2010. С. 119-128.
- Ономастическое поле китайского языка и функционирование китайских антропонимов // Китайская лингвокультура в современном глобальном мире: кол. монография. Волгоград, 2010. С. 102-132. (в соавт. с Ван Цзиньлинь)
- Теоретические основы ономастики: Учеб. пособие. Алматы; Волгоград, 2011 (в соавт. с Г. Б. Мадиевой).
- Словарь донских говоров Волгоградской области. Волгоград, 2011 (в соавт., под ред. Р. И. Кудряшовой).
- Страницы истории донского казачества (XV-XVIII вв.). Волгоград, 2012 (в соавт. с В. И. Гомуловым).
- Художественно-эстетический потенциал ономастического поля русского языка // Лингвистика на рубеже веков: актуальные проблемы и новые подходы. Ч. 2. Волгоград, 2012. С. 4-59.

## Увлечения
Увлечения: чтение краеведческих книг и статей, выращивание цветов.
В биобиблиографическом указателе, созданном научно-педагогической библиотекой ВГСПУ, об увлечениях В. И. Супруна написано:
Любимое времяпрепровождение В. И. Супруна — работа в библиотеке или архиве, где он собирает материал для своих новых книги и статей. Приехав в Москву на какую-нибудь конференцию, он обязательно заходит в Российскую государственную библиотеку или в Историческую библиотеку; в Санкт-Петербурге спешит в Российскую национальную библиотеку имени Салтыкова-Щедрина. А в Государственном архиве Волгоградской области Василий Иванович – постоянный читатель, собирающий материал для разрабатываемого им нового научного направления – архивной диалектологии.